# دين مارش
دين مارش (3 ديسمبر 1963 - ) (بالإنجليزية: Dean Marsh)‏ هو لاعب كريكت بريطاني.